# Sakuma Nobumori
Sakuma Nobumori est un nom japonais traditionnel ; le nom de famille (ou le nom d'école), Sakuma, précède donc le prénom (ou le nom d'artiste).
Sakuma Nobumori (佐久間 信盛, 1528-18 février 1582), aussi nommé Dewa no Suke (出羽介) et Uemon no Jo (右衛門尉), est un vassal du clan Oda. Le bannissement de Nobumori par Oda Nobunaga au mont Kōya est largement considéré comme le symbole de la cruauté de Nobunaga, même contre ses plus anciens serviteurs et qui souligne ses lacunes de chef en tant que commandant militaire.

## Biographie
Né dans le district d'Aichi de la province d'Owari (de nos jours l'arrondissement de Minami-ku à Nagoya) et au service d'Oda Nobuhide, Sakuma se voit confier la garde du jeune Oda Nobunaga. Contrairement à d'autres vassaux dont la fidélité oscille entre Nobunaga et Oda Nobuyuki en tant que chef de clan, Sakuma reste résolument attaché à Nobunaga et combat constamment pour lui. Considéré comme le plus important des obligés de Nobunaga, il est toujours disponible pour chaque bataille importante sous le commandement de son seigneur.
Sakuma est appelé « Noki Sakuma » (退き佐久間), ce qui signifie littéralement « Sakuma qui recule » en raison de ses tactiques prudentes. Il connaît la réussite lors de la campagne contre le clan Rokkaku et contribue à réprimer les révoltes causées par les sectes bouddhistes dans la province d'Echizen et à Nagashima à Osaka. En 1572, son unité de 3 000 hommes fait partie des renforts envoyés par Nobunaga pour aider les quelque 8 000 soldats de Tokugawa Ieyasu contre les 27 000 hommes emmenés par Takeda Shingen. À la bataille de Mikatagahara, Sakuma recule après un engagement préalable. Son compagnon, le commandant Hirate Hirohide, cependant, qui combat aux côtés des troupes de Tokugawa, perd la vie et le conflit se termine par une cuisante défaite de l'alliance Tokugawa-Oda.
En 1576, après la mort de Harada Naomasa au cours de la campagne contre le temple Hongan-ji puissamment fortifié et bien approvisionné d'Osaka, Sakuma est choisi en remplacement de Harada en tant que commandant et reçoit des troupes en provenance de sept provinces, ce qui le met à la tête de la plus grande armée du clan Oda parmi les vassaux d'Oda. Cependant, contrairement à ses collègues Akechi Mitsuhide, Shibata Katsuie ou Hashiba Hideyoshi qui tous remportent des batailles sur les fronts auxquels ils ont été affectés, Nobumori ne fait aucun progrès contre les fanatiques bouddhistes. Après dix ans de guerre, Nobunaga obtient de l'empereur une trêve pour mettre fin au conflit en 1580.
Cette même année, Nobunaga rédige un document contenant une accusation de quinze points contre Sakuma, y compris ses échecs passés avec ceux rencontrés contre le Hongan-ji. Nobunaga bannit Sakuma et son fils Sakuma Nobuhide au temple du mont Koyasan où ils sont contraints de passer leurs journées à la façon des moines. Sakuma décède en 1581 à Totsugawa dans la province de Yamato. Il est nommé à titre posthume Doumu Keigan (洞無桂巌) et Souyu (宗佑).
Le bannissement de Nobumori est largement considéré comme représentatif du traitement de sang-froid de Nobunaga, même contre ses plus anciens vassaux et souligne ses lacunes de chef du clan en tant que commandant militaire. Nobumori, cependant, organisait de fréquentes réunions de thé et semblait plus intéressé par celles-ci plutôt que de se concentrer sur les affaires militaires. Il n'a après tout jamais conçu aucune mesure militaire globale contre les membres du Hongan-ji, même si leur guerre est restée dans une impasse. Il a également été noté que depuis l'enfance, Nobumori a ouvertement critiqué Nobunaga.

## Source de la traduction
- (en) Cet article est partiellement ou en totalité issu de l’article de Wikipédia en anglais intitulé « Sakuma Nobumori » (voir la liste des auteurs).